# حجاب (تصوف)
كل ما يستر مطلوبك عن عينك، وهو عند أهل الحق: انطباع الصور الكونية في القلب المانعة لقبول تجلي الحق. التصوف في أصله هو البعد التزكوي للدين الحنيف، وتحمل عبر تشكله التاريخي دلالات كثيفة وأصبح علمًا له أدواته ومنهجه الخاص، وقد شكل التصوف ثورة ضد النمط الفقهي السائد، واتخذ مصدرًا ابستمولوجيًا خاصًا سمي بالعرفان «يستند إلى القلب كمحور للكشف والمشاهدة التلقائية من غير نظر ولا استدلال»، حتى عرفوا بقولهم: «حدثني قلبي عن ربي».[بحاجة لمصدر] لهذا فالحجاب في التصوف يعبر عن الصور الكونية في القلب وليس كما هو معبر عنه في المؤسسات الفقهية.[بحاجة لمصدر]

## حجاب العزة
هو العمى والحيرة، إذ لا تأثير للإدراكات الكشفية في كنه الذات، فعدم نفوذها فيه حجاب لا يرتفع في حق الغير أبداً.

## هوامش
1. ↑  تعريف ابن عربي